# 石田威仁
石田 威仁（いしだ たけひと、1974年7月30日 - ）は、北海道旭川市出身の元プロ野球選手（内野手）、指導者。

## 経歴
旭川市立啓明小学校4年時に、旭川中央リトルで野球を始める。旭川市立東光中学校に進学。
旭川龍谷高校時代は、2年時の1991年に第63回選抜高等学校野球大会に4番・三塁手として出場。
高校卒業後は、北海道教育大学旭川校に進学。1年春には北海道六大学野球1部のベストナインにも選ばれた。
大学卒業直前の1997年1月に渡米し、アメリカ合衆国アリゾナ州で行われる合同入団テストに最終選考まで残り、独立リーグであるプレーリー・リーグのサスカトゥーン・スモーキンガンズに入団。その後、同リーグ内のウェストマニトバ・ラングラーズに移籍した。
その後、フィラデルフィア・フィリーズと契約。1998年から1999年まで、傘下のルーキーリーグ所属のガルフコースト・フィリーズ、1Aのビードモント・ボル・ウィーブリーズでプレーした後、現役を引退した。
現役引退後、約10年間は会社員生活を送っていた。
元プロ野球関係者の大学野球部監督に関する特別審査規定による審査を経て、2010年4月より旭川大学硬式野球部のコーチに就任し、2011年2月には北原利明の後任で監督に就任した。2015年3月には福岡ソフトバンクホークス三軍との練習試合を実施。知人の紹介で同球団三軍コーチの佐久本昌広に依頼して実現したもので、2011年3月に大学単独チームとNPB所属のプロ球団との練習試合が時期限定で解禁となってから、北海道の大学チームがこの制度を利用するのはこれが初めてだった。同年限りで旭川大学の監督を退任した。
現在は北星学園大学附属高等学校のコーチを務めている。
実子は2024年のドラフト会議で読売ジャイアンツに4位で指名された石田充冴。